# Lijst van rijksmonumenten in Aardenburg
De stad Aardenburg telt 67 inschrijvingen in het rijksmonumentenregister. Hieronder een compleet overzicht.
| Object | Oorspronkelijke functie? | Bouwjaar                                          | Architect | Locatie                        | Coördinaten?                  | Nr.?   | Afbeelding |
| --- | ------------------------ | ------------------------------------------------- | --------- | ------------------------------ | ----------------------------- | ------ | --- |
| Terrein waarin de overblijfselen van een klooster                                                                                                  | Archeologisch monument   | Middeleeuwen                                      |           | Kloosterwei                    | 51° 16' 9" NB, 3° 26' 44" OL  | 330191 | Upload foto |
| Terrein waarin sporen van bewoning en/of begraving                                                                                                 | Archeologisch monument   | Romeinse Tijd                                     |           | Eecloosche Watergang           | 51° 16' 11" NB, 3° 26' 60" OL | 330202 | Upload foto |
| v.m. Gasfabriek: terrein waarin sporen van Romeinse en Middeleeuwse bewoning en overblijfselen van een Romeinse weg                                | Archeologisch monument   | Romeinse Tijd en Middeleeuwen                     |           | Beekmanstraat                  | 51° 16' 15" NB, 3° 27' 3" OL  | 330373 | Upload foto |
| Terrein waarin de fundering van een vestingmuur met torens, de overblijfselen van aangrenzende spitsgracht(en), van een weg en sporen van bewoning | Archeologisch monument   | Romeinse Tijd                                     |           | Zuid-oost van Scheidingspad    | 51° 16' 17" NB, 3° 26' 53" OL | 330379 | Upload foto |
| Terrein waarin de fundering van een toegangspoort met aansluitende vestingmuur en sporen van een spitsgracht, een weg en van bewoning              | Archeologisch monument   | Romeinse Tijd en Middeleeuwen                     |           | Ruiterskwartier/Scheidingspad  | 51° 16' 19" NB, 3° 26' 54" OL | 330419 | Upload foto |
| Terrein waarin de fundering van een toegangspoort met aansluitende vestingmuur en sporen van een spitsgracht, een toegangsweg en een brug          | Archeologisch monument   | Romeinse Tijd                                     |           | Burchtstraat                   | 51° 16' 22" NB, 3° 26' 48" OL | 330428 | Terrein waarin de fundering van een toegangspoort met aansluitende vestingmuur en sporen van een spitsgracht, een toegangsweg en een brug |
| Terrein waarin de fundering van een vestingmuur met hoektoren en sporen van een spitsgracht                                                        | Archeologisch monument   | Romeinse Tijd                                     |           | Sint Bavostraat                | 51° 16' 24" NB, 3° 26' 49" OL | 330445 | Upload foto |
| Terrein waarin de funderingen van de Mariakerk | Archeologisch monument   | 12e eeuw of ouder                                 |           | Akkerstraat/Boogaardstraat     | 51° 16' 17" NB, 3° 27' 9" OL  | 330452 | Upload foto |
| Villa De Elderschans | Woonhuis                 | 1885                                              |           | Herendreef 61                  | 51° 16' 22" NB, 3° 25' 47" OL | 509251 | Villa De Elderschans |
| Toegangshek, vermoedelijk rond 1885 gebouwd | Erfscheiding             | 1885                                              |           | Herendreef bij 63              | 51° 16' 24" NB, 3° 25' 43" OL | 509252 | Toegangshek, vermoedelijk rond 1885 gebouwd                                                                                               |
| Park in Engelse landschapsstijl | Tuin, park en plantsoen  | eind 19e eeuw                                     |           | Herendreef bij 61              | 51° 16' 19" NB, 3° 25' 59" OL | 509253 | Park in Engelse landschapsstijl |
| Brandspuithuisje annex arrestantenlokaal | Overheidsgebouw          | 1888                                              |           | Markt 2                        | 51° 16' 25" NB, 3° 26' 57" OL | 509263 | Brandspuithuisje annex arrestantenlokaal                                                                                                  |
| Paardenstal gebouwd in eclectische architectuur | Boerderij                | 1895                                              |           | Markt 4                        | 51° 16' 26" NB, 3° 26' 57" OL | 509264 | Paardenstal gebouwd in eclectische architectuur                                                                                           |
| Sint-Bavokerk | Kerk en kerkonderdeel    | ca. 1220                                          |           | Sint Bavostraat 5              | 51° 16' 22" NB, 3° 26' 55" OL | 6880   | Meer afbeeldingen |
| Toren Sint-Bavokerk | Kerk en kerkonderdeel    | ca. 1220                                          |           | Sint Bavostraat bij 5          | 51° 16' 23" NB, 3° 26' 53" OL | 6881   | Meer afbeeldingen |
| Onderkelderd pand, samengetrokken uit 2 afzonderlijke panden                                                                                       | Woonhuis                 |                                                   |           | Markt 27                       | 51° 16' 24" NB, 3° 26' 57" OL | 6882   | Meer afbeeldingen |
| Dwarspand, gedeeltelijk onderkelderd, met geverfde rechte gevel en zadeldak                                                                        | Woonhuis                 |                                                   |           | Markt 24                       | 51° 16' 24" NB, 3° 26' 58" OL | 6883   | Meer afbeeldingen |
| Onderkelderd pand met gepleisterde lijstgevel | Woonhuis                 |                                                   |           | Markt 26                       | 51° 16' 24" NB, 3° 26' 57" OL | 6884   | Meer afbeeldingen |
| Onderkelderd pand met tuitgevel met vlechtingen | Werk-woonhuis            |                                                   |           | Markt 28                       | 51° 16' 25" NB, 3° 26' 56" OL | 6885   | Meer afbeeldingen |
| Fors, gedeeltelijk onderkelderd dwarspand van gele metselsteen                                                                                     | Werk-woonhuis            |                                                   |           | Marktstraat 18                 | 51° 16' 27" NB, 3° 26' 53" OL | 6886   | Meer afbeeldingen |
| Pand | Woonhuis                 | 16e eeuw (bouw) 18e en begin 19e eeuw (gewijzigd) |           | Tuimelsteenstraat 18           | 51° 16' 21" NB, 3° 26' 55" OL | 6887   | Meer afbeeldingen |
| Vijf traveeën breed pand met gepleisterde lijstgevel                                                                                               | Woonhuis                 |                                                   |           | Weststraat 15                  | 51° 16' 26" NB, 3° 26' 47" OL | 6888   | Vijf traveeën breed pand met gepleisterde lijstgevel                                                                                      |
| Doopsgezinde kerk | Kerk en kerkonderdeel    | 1636 (bouw) 1793 (herbouw)                        |           | Weststraat 37                  | 51° 16' 26" NB, 3° 26' 43" OL | 6889   | Meer afbeeldingen |
| Vijf traveeën breed pand met rechte gevel | Werk-woonhuis            | 19e eeuw                                          |           | Weststraat 55                  | 51° 16' 26" NB, 3° 26' 39" OL | 6890   | Meer afbeeldingen |
| Onderkelderd pand met gepleisterde rechte gevel | Woonhuis                 | 19e eeuw                                          |           | Weststraat 61                  | 51° 16' 26" NB, 3° 26' 38" OL | 6891   | Meer afbeeldingen |
| Gedeeltelijk onderkelderd breed dwarspand onder zadeldak                                                                                           | Woonhuis                 | 18e-19e eeuw                                      |           | Weststraat 63                  | 51° 16' 26" NB, 3° 26' 37" OL | 6892   | Meer afbeeldingen |
| Pand met gecementeerde tuitgevel | Woonhuis                 | 1645 (gevelsteen)                                 |           | Weststraat 75                  | 51° 16' 26" NB, 3° 26' 35" OL | 6893   | Meer afbeeldingen |
| Pand met fraaie trapgevel in twee kleuren baksteen                                                                                                 | Woonhuis                 | 17e eeuw                                          |           | Weststraat 79                  | 51° 16' 26" NB, 3° 26' 34" OL | 6894   | Meer afbeeldingen |
| Pand met in de gevel | Werk-woonhuis            | 17e eeuw                                          |           | Weststraat 85                  | 51° 16' 26" NB, 3° 26' 33" OL | 6895   | Meer afbeeldingen |
| Voormalig Burgerweeshuis (Weststraat 20, 22 en 24)                                                                                                 | Woonhuis                 |                                                   |           | Weststraat 20                  | 51° 16' 27" NB, 3° 26' 48" OL | 532254 | Meer afbeeldingen |
| Perceelsgedeelte van een tweebeukig pand met dubbele trapgevel aan de straat (hoort bij Weststraat 20)                                             | Woonhuis                 | 1631 (wapensteen)                                 |           | Weststraat 22                  | 51° 16' 27" NB, 3° 26' 47" OL |        | Meer afbeeldingen |
| Perceelsgedeelte van een tweebeukig pand met dubbele trapgevel aan de straat (hoort bij Weststraat 20)                                             | Woonhuis                 | 1631 (wapensteen)                                 |           | Weststraat 24                  | 51° 16' 27" NB, 3° 26' 47" OL |        | Perceelsgedeelte van een tweebeukig pand met dubbele trapgevel aan de straat (hoort bij Weststraat 20)                                    |
| Percelen deel uitmakend van het voormalige verdedigingsstelsel                                                                                     | Werk-woonhuis            | tweede helft 19e eeuw                             |           | Weststraat 38                  | 51° 16' 27" NB, 3° 26' 44" OL | 6898   | Meer afbeeldingen |
| Fors, onderkelderd, L-vormig pand met bepleisterde lijstgevel                                                                                      | Woonhuis                 | tweede helft 19e eeuw                             |           | Weststraat 56                  | 51° 16' 27" NB, 3° 26' 39" OL | 6899   | Meer afbeeldingen |
| Maria Hemelvaartkerk | Kerk en kerkonderdeel    | 1850-1851                                         | P.Soffers | Weststraat 80                  | 51° 16' 27" NB, 3° 26' 34" OL | 6900   | Meer afbeeldingen |
| Pand met gepleisterde rechte gevel op natuurstenen voet                                                                                            | Woonhuis                 |                                                   |           | Weststraat 84                  | 51° 16' 26" NB, 3° 26' 33" OL | 6901   | Meer afbeeldingen |
| Percelen deel uitmakend van het voormalige verdedigingsstelsel                                                                                     | Woonhuis                 | 17e of 18e eeuw (oorsprong)                       |           | Weststraat 90                  | 51° 16' 26" NB, 3° 26' 32" OL | 6902   | Meer afbeeldingen |
| Westpoort | Open verdedigingswerk    | 1650                                              |           | Poortgebouw Westpoort          | 51° 16' 26" NB, 3° 26' 31" OL | 6903   | Meer afbeeldingen |
| Percelen deel uitmakend van het voormalige verdedigingsstelsel                                                                                     | Omwalling                |                                                   |           | Perceel vm verdedigingsstelsel | 51° 16' 19" NB, 3° 27' 9" OL  | 6904   | Upload foto |
| Percelen deel uitmakend van het voormalige verdedigingsstelsel                                                                                     | Omwalling                |                                                   |           | Perceel vm verdedigingsstelsel | 51° 16' 21" NB, 3° 27' 7" OL  | 6905   | Upload foto |
| Percelen deel uitmakend van het voormalige verdedigingsstelsel                                                                                     | Omwalling                |                                                   |           | Perceel vm verdedigingsstelsel | 51° 16' 17" NB, 3° 26' 30" OL | 6906   | Upload foto |
| Percelen deel uitmakend van het voormalige verdedigingsstelsel                                                                                     | Omwalling                |                                                   |           | Perceel vm verdedigingsstelsel | 51° 16' 31" NB, 3° 26' 60" OL | 6907   | Upload foto |
| Percelen, deel uitmakend van het voormalige verdedigingsstelsel                                                                                    | Omwalling                |                                                   |           | Perceel vm verdedigingsstelsel | 51° 16' 39" NB, 3° 26' 36" OL | 6908   | Upload foto |
| Percelen deel uitmakend van het voormalige verdedigingsstelsel                                                                                     | Omwalling                |                                                   |           | Perceel vm verdedigingsstelsel | 51° 16' 19" NB, 3° 25' 50" OL | 6909   | Upload foto |
| Percelen deel uitmakend van het voormalige verdedigingsstelsel                                                                                     | Omwalling                |                                                   |           | Perceel vm verdedigingsstelsel | 51° 16' 24" NB, 3° 25' 50" OL | 6910   | Upload foto |
| Percelen deel uitmakend van het voormalige verdedigingsstelsel                                                                                     | Omwalling                |                                                   |           | Perceel vm verdedigingsstelsel | 51° 16' 24" NB, 3° 25' 50" OL | 6911   | Upload foto |
| Percelen deel uitmakend van het voormalige verdedigingsstelsel                                                                                     | Omwalling                |                                                   |           | Perceel vm verdedigingsstelsel | 51° 16' 14" NB, 3° 27' 34" OL | 6912   | Upload foto |
| Percelen deel uitmakend van het voormalige verdedigingsstelsel                                                                                     | Omwalling                |                                                   |           | Perceel vm verdedigingsstelsel | 51° 16' 18" NB, 3° 26' 6" OL  | 6913   | Upload foto |
| Percelen deel uitmakend van het voormalige verdedigingsstelsel                                                                                     | Omwalling                |                                                   |           | Perceel vm verdedigingsstelsel | 51° 16' 39" NB, 3° 26' 45" OL | 6914   | Upload foto |
| Percelen deel uitmakend van het voormalige verdedigingsstelsel                                                                                     | Omwalling                |                                                   |           | Perceel vm verdedigingsstelsel | 51° 16' 6" NB, 3° 26' 58" OL  | 6915   | Upload foto |
| Percelen deel uitmakend van het voormalige verdedigingsstelsel                                                                                     | Omwalling                |                                                   |           | Perceel vm verdedigingsstelsel | 51° 16' 33" NB, 3° 27' 4" OL  | 6916   | Upload foto |
| Percelen deel uitmakend van het voormalige verdedigingsstelsel                                                                                     | Omwalling                |                                                   |           | Perceel vm verdedigingsstelsel | 51° 16' 39" NB, 3° 26' 41" OL | 6917   | Upload foto |
| Percelen deel uitmakend van het voormalige verdedigingsstelsel                                                                                     | Omwalling                |                                                   |           | Perceel vm verdedigingsstelsel | 51° 16' 10" NB, 3° 27' 34" OL | 6918   | Upload foto |
| Percelen deel uitmakend van het voormalige verdedigingsstelsel                                                                                     | Omwalling                |                                                   |           | Perceel vm verdedigingsstelsel | 51° 16' 28" NB, 3° 27' 7" OL  | 6919   | Upload foto |
| Percelen deel uitmakend van het voormalige verdedigingsstelsel                                                                                     | Omwalling                |                                                   |           | Perceel vm verdedigingsstelsel | 51° 17' 16" NB, 3° 27' 50" OL | 6920   | Upload foto |
| Percelen deel uitmakend van het voormalige verdedigingsstelsel                                                                                     | Omwalling                |                                                   |           | Perceel vm verdedigingsstelsel | 51° 16' 27" NB, 3° 26' 20" OL | 6921   | Upload foto |
| Percelen deel uitmakend van het voormalige verdedigingsstelsel                                                                                     | Omwalling                |                                                   |           | Perceel vm verdedigingsstelsel | 51° 16' 38" NB, 3° 26' 40" OL | 6922   | Upload foto |
| Percelen deel uitmakend van het voormalige verdedigingsstelsel                                                                                     | Omwalling                |                                                   |           | Perceel vm verdedigingsstelsel | 51° 16' 10" NB, 3° 27' 38" OL | 6923   | Upload foto |
| Percelen deel uitmakend van het voormalige verdedigingsstelsel                                                                                     | Omwalling                |                                                   |           | Perceel vm verdedigingsstelsel | 51° 16' 29" NB, 3° 27' 6" OL  | 6924   | Upload foto |
| Percelen deel uitmakend van het voormalige verdedigingsstelsel                                                                                     | Omwalling                |                                                   |           | Perceel vm verdedigingsstelsel | 51° 16' 35" NB, 3° 26' 39" OL | 6925   | Upload foto |
| Percelen deel uitmakend van het voormalige verdedigingsstelsel                                                                                     | Omwalling                |                                                   |           | Perceel vm verdedigingsstelsel | 51° 17' 9" NB, 3° 26' 59" OL  | 6926   | Upload foto |
| Percelen deel uitmakend van het voormalige verdedigingsstelsel                                                                                     | Omwalling                |                                                   |           | Perceel vm verdedigingsstelsel | 51° 16' 38" NB, 3° 26' 53" OL | 6927   | Upload foto |
| Percelen deel uitmakend van het voormalige verdedigingsstelsel                                                                                     | Omwalling                |                                                   |           | Perceel vm verdedigingsstelsel | 51° 16' 34" NB, 3° 26' 32" OL | 6928   | Upload foto |
| Percelen deel uitmakend van het voormalige verdedigingsstelsel                                                                                     | Omwalling                |                                                   |           | Perceel vm verdedigingsstelsel | 51° 16' 11" NB, 3° 27' 41" OL | 6929   | Upload foto |
| Percelen deel uitmakend van het voormalige verdedigingsstelsel                                                                                     | Omwalling                |                                                   |           | Perceel vm verdedigingsstelsel | 51° 16' 12" NB, 3° 26' 50" OL | 6930   | Upload foto |
| Percelen deel uitmakend van het voormalige verdedigingsstelsel                                                                                     | Omwalling                |                                                   |           | Perceel vm verdedigingsstelsel | 51° 16' 22" NB, 3° 27' 26" OL | 6931   | Upload foto |
| Percelen deel uitmakend van het voormalige verdedigingsstelsel                                                                                     | Omwalling                |                                                   |           | Perceel vm verdedigingsstelsel | 51° 16' 31" NB, 3° 27' 17" OL | 6932   | Upload foto |
| Percelen deel uitmakend van het voormalige verdedigingsstelsel                                                                                     | Omwalling                |                                                   |           | Perceel vm verdedigingsstelsel | 51° 16' 16" NB, 3° 26' 30" OL | 6933   | Upload foto |